# Blindage de véhicule improvisé
Ne doit pas être confondu avec Véhicule de combat improvisé.

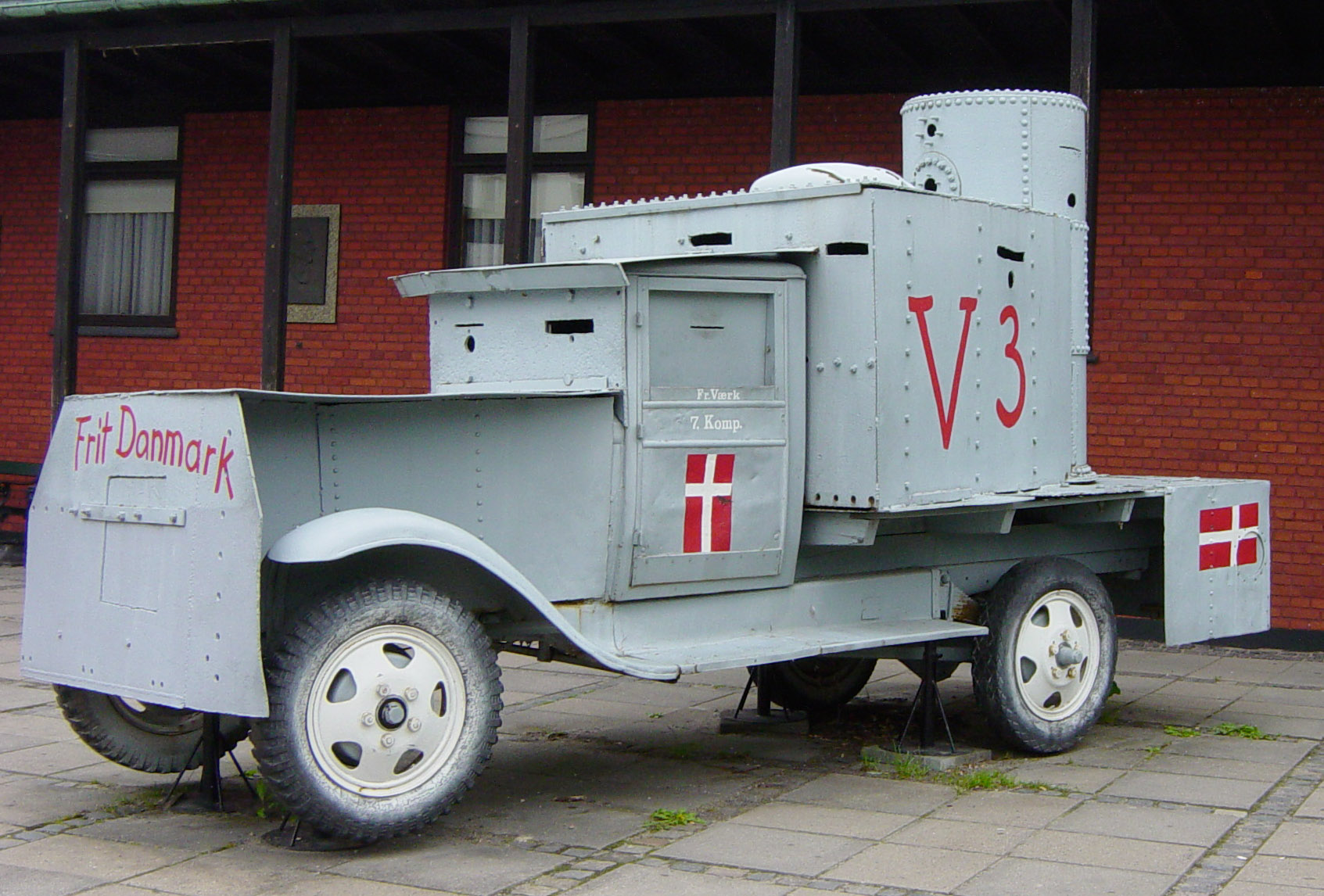
Blindage improvisé installé sur un camion par des cheminots lors de la résistance danoise, vers la fin de la Seconde Guerre Mondiale.

Le blindage de véhicule improvisé est l'ajout de blindage à des véhicules qui en sont dépourvus à l'origine.
Il peut aussi bien s'agir de véhicules routiers (voitures, camions, chars), mais aussi ferroviaires.
Le blindage improvisé est utilisé pour abriter l'équipage des armes de faible calibre, des armes lourdes et des pièces d'artillerie ou de tout autre dispositif offensif. Ces ajouts improvisés incluent les plaques de métal, la ferraille, les sacs de sable, le béton, le bois et plus récemment, le Kevlar. La protection conférée par ces dispositifs varie selon leur nature.
L'ajout peut se faire de manière artisanale et improvisée à l'aide de matériaux disponibles sur-le-champ.
Cette pratique est utilisée aussi bien par des forces armées palliant les limites de leur propre matériel, mais aussi par des forces irrégulières, des guérilleros. Bien que l'article se concentre sur l'utilisation militaire, ce dispositif a connu des usages civils, tels que la protection de bus transportant des briseurs de grève.

## Critiques

### Mauvaise utilisation
Certains blindages, comme le blindage réactif explosif, ne peut être placé que sur des véhicules déjà équipés d'un blindage suffisamment puissant pour le supporter.
Le blindage réactif explosif éclate s'il est touché par un projectile comme un obus. Les multiples petites détonations produites sont censées dévier la première explosion et éviter de trop gros dégâts. Pour que cette protection fonctionne, il faut en effet que le véhicule soit suffisamment blindé pour supporter les dégâts que causeront les charges explosives déclenchées. Sur les véhicules peu ou pas blindés, son utilisation peut mettre en danger l'équipage.

## Historique
L'apparition du blindage de véhicule improvisé est conjointe à celle des véhicules eux-mêmes.

### Première Guerre mondiale
Durant la Première Guerre mondiale, les premières voitures blindées étaient en des voitures civiles auxquelles étaient fixées des plaques de métal.
Quelques-unes furent utilisées par les forces belges lors de l'invasion allemande. La Royal Naval Air Service eut vent de cette pratique et convertirent une partie de leurs voitures. La conversion improvisée s'est poursuivie jusqu'en décembre 1914 quand les premiers blindages standardisés furent mis en service. La Royal Naval Air Service envoya des équipes de secours dans des voitures blindées afin d'aller secourir les pilotes de reconnaissance dont l'appareil a été abattu au-dessus du champ de bataille. Des mitrailleuses furent montées sur ces véhicules mais ces missions n'en restaient pas moins extrêmement dangereuses, ce qui poussa les forces britanniques à installer des tôles en acier sur leurs véhicules, fournies par un constructeur naval local.

### Seconde Guerre mondiale

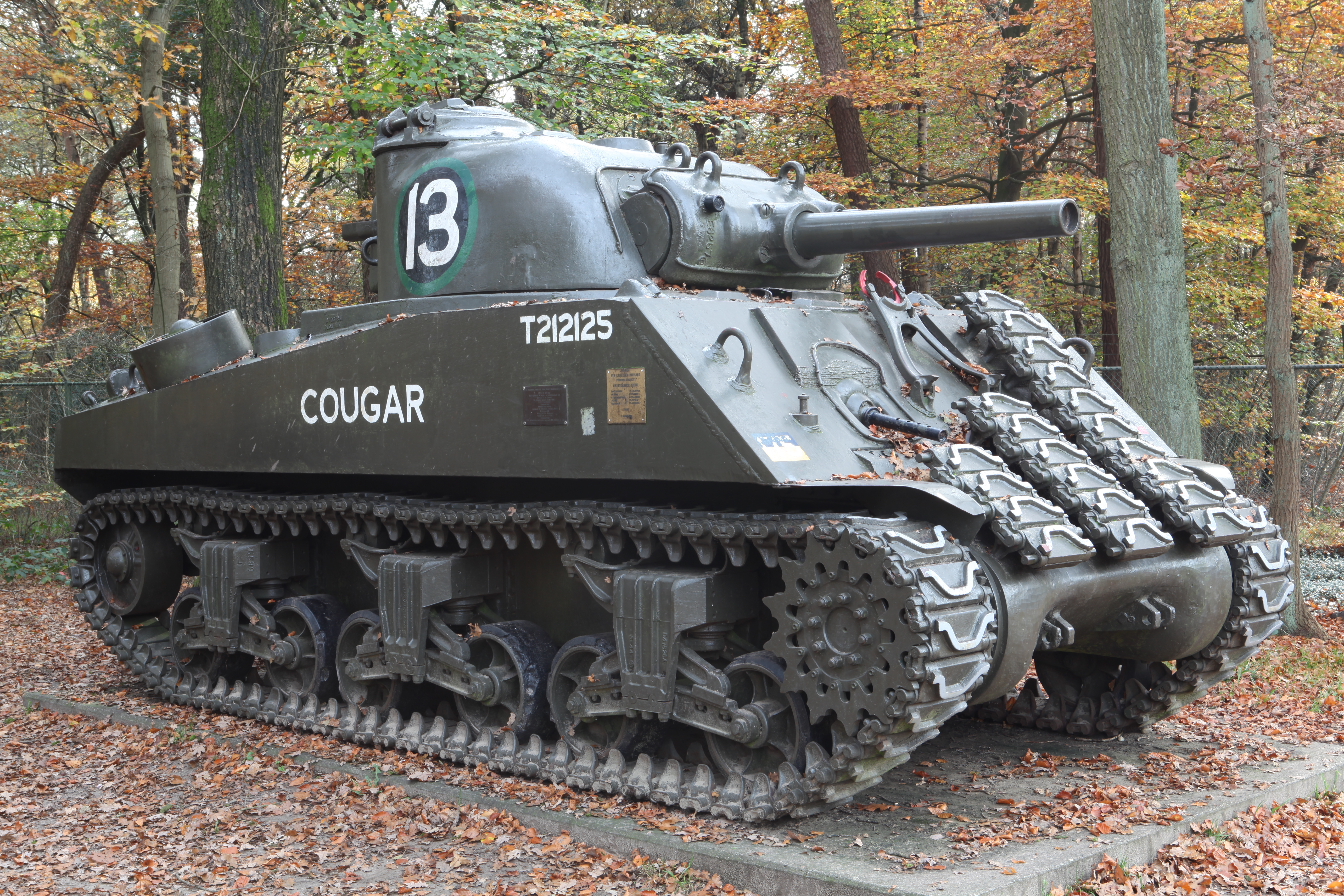
Un M4 (105) Sherman équipé de chenilles soudées sur le blindage frontal, au mémorial de la Libération à Ede.

Lors de la Seconde Guerre mondiale, les équipages des chars de nombreuses armées ajoutaient des chenilles détachées à leurs tourelles et sur le blindage de série.

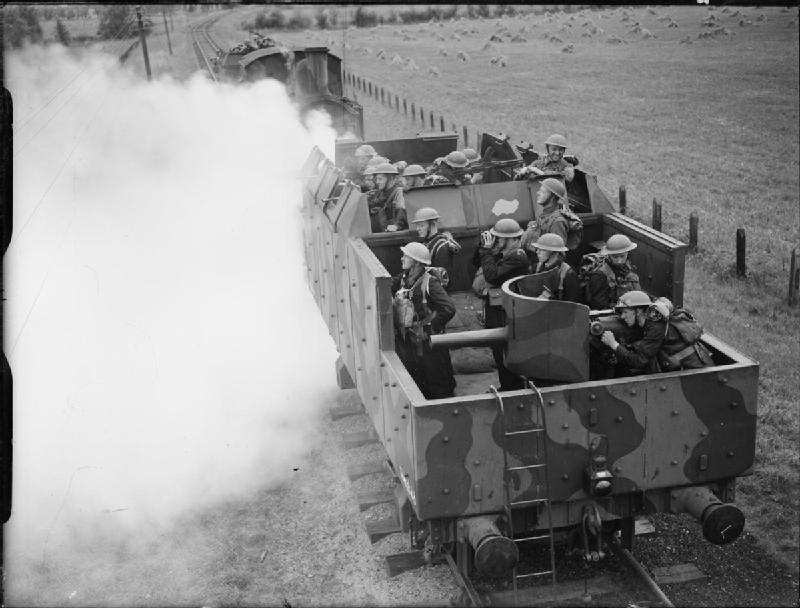
Train blindé britannique armé de canons Bren et de deux canons de 3 pouces et piloté par un équipage de 26 hommes, patrouillant à Saxmundham, le 14 août 1940.

Pour faire face au risque d'invasion, l'armée britannique fit circuler sur des voies ferrées côtières des trains blindés légers. Ce furent des trains équipés de plaques de blindages de récupération et armées de pièces d'artillerie antiaérienne et de mitrailleuses.
La plupart des armées impliquées dans le conflit ont adopté la technique du blindage improvisé, chacune à leurs manières. La Home Guard britannique s'est équipée d'un grand nombre de véhicules de combat improvisés, tels que le camion blindé Bison, destiné à la défense des bases aériennes. Plus tard en 1944, quelques chars Cromwell et Churchill se virent équipés de séries de chenilles fixés au blindage standard. Il arrivait que l'équipage des automitrailleuses M8 Greyhound américaines tapissent le sol de leur véhicule pour se prémunir des dégâts matériels engendrés par les mines terrestres.
L'ajout de blindage improvisé aux chars a été effectué par les forces de l'Axe et des Alliés en raison de la course aux armements entre les concepteurs d'armes antichar et les concepteurs du blindage des chars. Dans certains cas, il arrivait qu'un char au blindage considéré comme efficace sur le banc d'essai se trouve finalement vulnérable aux armes anti-char conçues après leur mise en service. De plus, les équipages demandaient aux ingénieurs d'utiliser les vastes principes de la défense passive au sein de leurs innovations comme l'installation d'un blindage espacé (la vélocité de l'obus diminue grandement après avoir rencontré plusieurs couches successives et séparées) ou d'un blindage cage (qui casse la roquette sans la faire détoner).

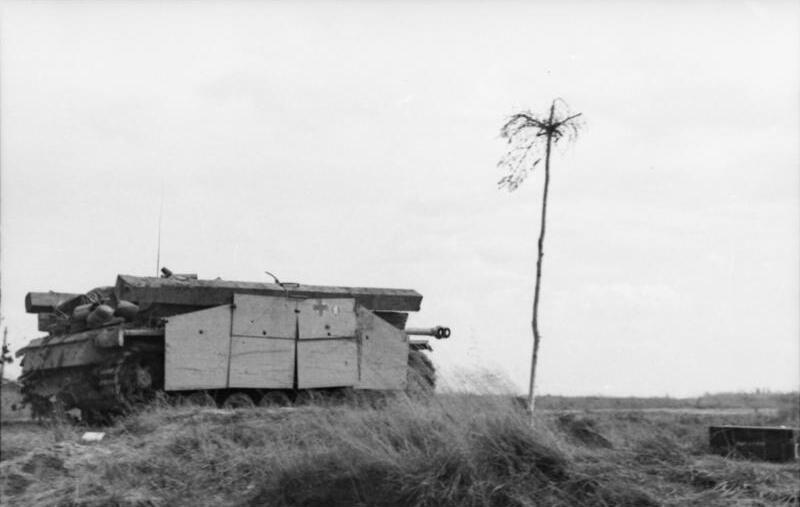
Un Sturmgeschütz III avec un blindage espacé et de larges plaques de bois.

L'armée allemande pris conscience de l'utilisation massive de ces blindages improvisés par ses troupes et a émis une recommandation contre l'usage de la plupart d'entre eux en 1944 dans le Nachrichtenblatt der Panzertruppen (« Lettre d'information des forces blindées »). Bien que l'armée allemande était consciente que ces blindages improvisés amélioraient le moral des troupes (en raison du sentiment accru de sécurité), les analystes affirmaient que bon nombre de ces techniques de défense n'étaient pas efficaces. Par exemple, les chenilles soudées aux tourelles des chars n'apportaient aucune protection puisqu'elles n'étaient pas faites de l'acier adéquat au blindage. De plus, le béton offrait une protection supplémentaire trop faible par rapport au risque de projection engendé par l'impact. Il arrivait même parfois que l'ajout de ces blindages improvisés amenaient la partie frontale du char à adopter un angle de 80 à 90 degrés, ce qui rendaient les armes ennemie encore plus efficace. Enfin, le poids des matériaux ajoutés sur-sollicitaient le moteur.
Le soudage improvisé n'était pas autorisé, en raison des craintes que le soudage de l'armure de plaque d'usine d'origine puisse l'affaiblir ; cependant, l'utilisation de supports pour monter les « jupes » latérales et arrière de la tourelle ou les jupes latérales était autorisée. Les jupes latérales étaient autorisées car les fusils antichars soviétiques de 14,5 mm pouvaient pénétrer les côtés les moins blindés du Panzer.
À part le soudage de chenilles, les chars américains, d'autres améliorations consistaient en des rondins de bois, des troncs d'arbres, ou même la réutilisation d'acier issus de chars ennemis détruits ou abandonnés. Le béton était parfois utilisé afin de protéger la partie supérieure des chars (puisque plus fine que tout autre partie de l'engin) et ainsi d'empêcher tout tir anti-char par dessus le tank.

### Guerre du Vietnam
Pendant la guerre du Vietnam, les « camions armés » américains étaient renforcés à l'aide de sacs de sable et de blindage en acier, disponible localement.

### Grève de 1984
Au cours de la grève des mineurs britanniques de 1984-1985, les bus mobilisés pour le transport des briseurs de grève sont équipés de grilles de métal pour se prémunir des représailles des grévistes. Ces bus au blindage improvisé ont été surnommés les bus de combat.

### Guerre d'Irak

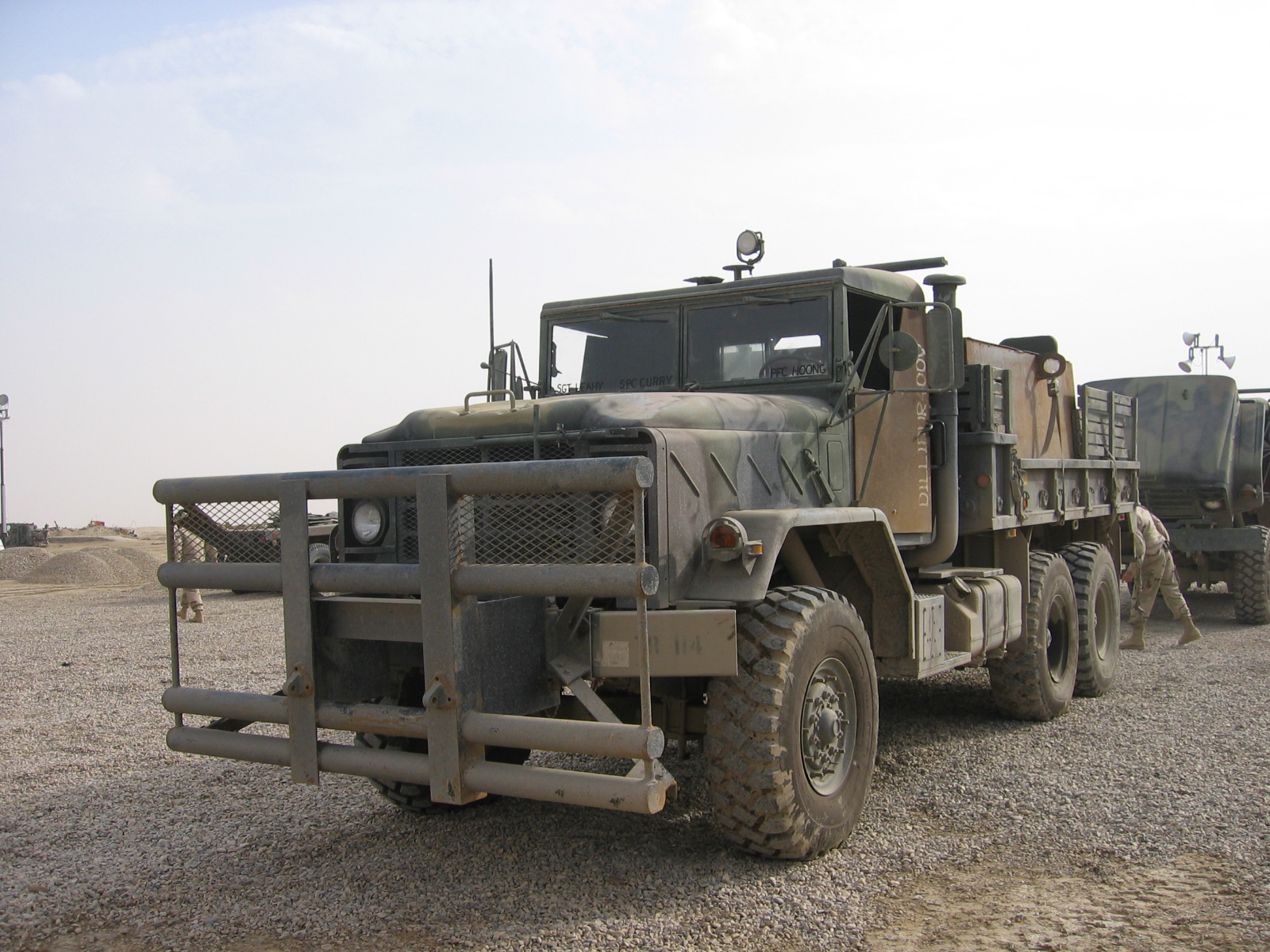
Un camion de transport américain au blindage improvisé sur les portes, le pare-buffle et l'emplacement du canonnier.

Entre 2003 et 2011, l'armée américaine en Iraq a blindé ses Humvees et nombre de ses véhicules logistiques et de transport de troupe avec de la ferraille : cette pratique a pris le nom de blindage hillbilly (plouc en français), ou blindage hajji (pèlerin en français) lorsque installé par les mercenaires irakiens. Durant l'occupation américaine faisant suite à l'invasion américaine de 2003, les forces insurgées ont déployé des engins explosifs improvisés (EEI ou IED en anglais), des escouades anti-char armées de RPG, et des tireurs d'élite pour attaquer les convois dont ils avaient connaissance.
Certains officiers américains se sont vus sanctionnés après avoir refusé de mener des missions en Irak avec ce qu'ils considéraient être des véhicules mal protégés.

#### Sur-blindagefourni par l'armée américaine

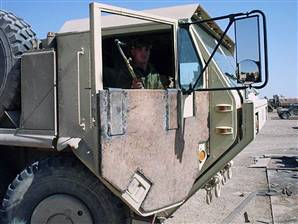
Blindage artisanal Hillbilly sur la porte d'un HEMTT à la base Ar-Ramadi, Irak.

L'armée américaine a diffusé en 2003 des kits de sur-blindage pour protéger les véhicules militaires, mesure suivie deux ans plus tard par le corps des Marines. Trois classes de sur-blindage ont été développés :
- Classe I : Blindage intégré à la protection des véhicules (dont des vitres pare-balles)
- Classe II : Blindage supplémentaire à poser (dont des vitres pare-balles)
- Classe III : Blindage fabriqué sur place (solution temporaire, sans vitre pare-balles)

Le processus de sur-blindage devait se poursuivre jusque mi-2005.
En février 2006, l'armée soudait du blindage additionnel sur les variantes M1114 de ses Humvees en Irak.

### Marvin Heemeyer
Marvin Heemeyer, citoyen en litige judiciaire avec ses voisins à passé six mois à construire un bulldozer au blindage improvisé et a attaqué les domiciles de ses voisins ainsi que la police. La machine utilisée était un bulldozer Komatsu D355A blndée avec de l'acier pour constituer un blindage composite. ces opérations ont rendu la machine invulnérable aux tirs de faible calibre et résistante aux explosifs: trois explosions ont atteint le bulldozer et plus de 200 balles atteignirent l'engin sans aucun effet.

### L'incident des questions à Rumsfeld

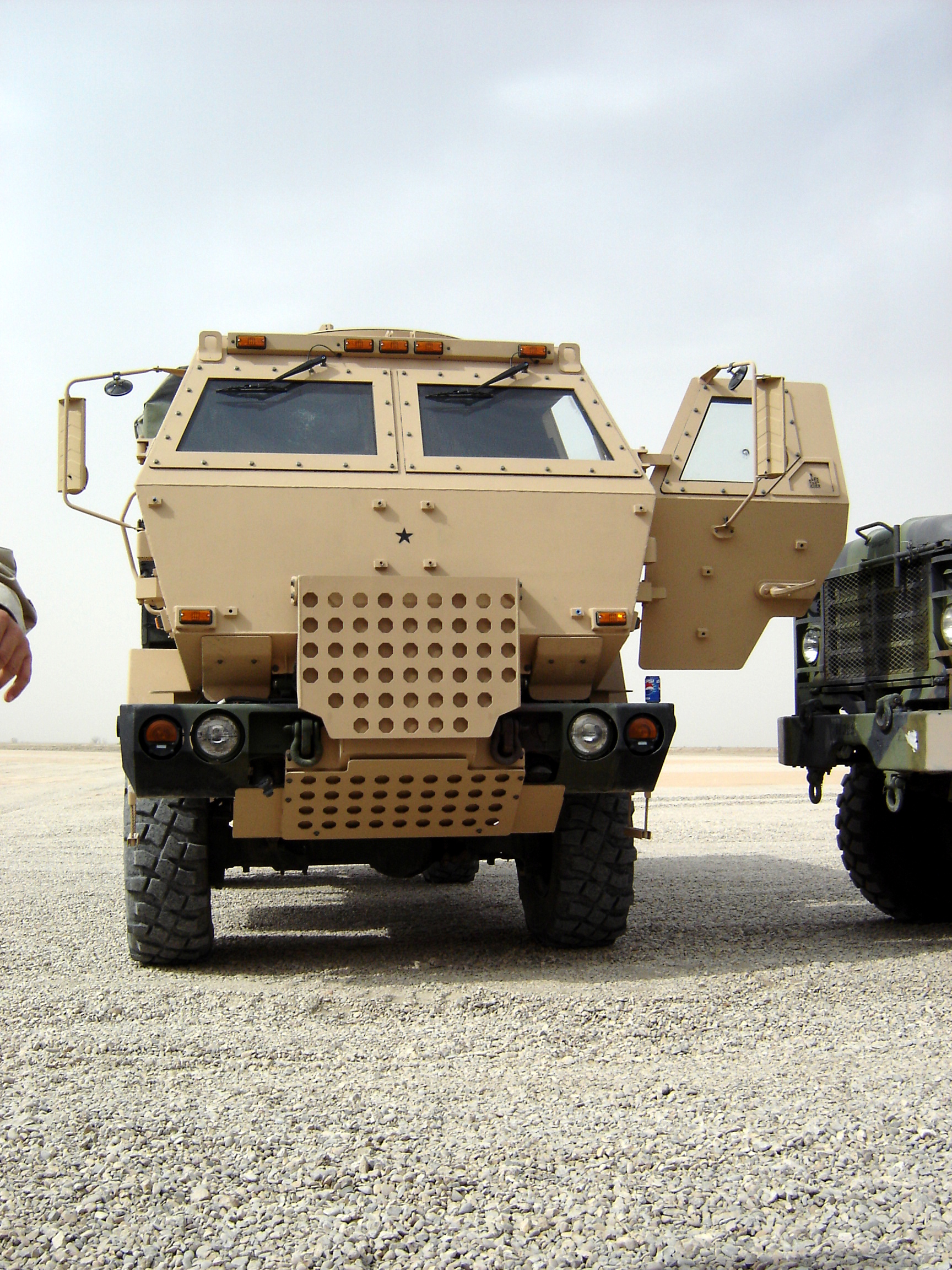
Un camion LMTV de l'armée américaine.

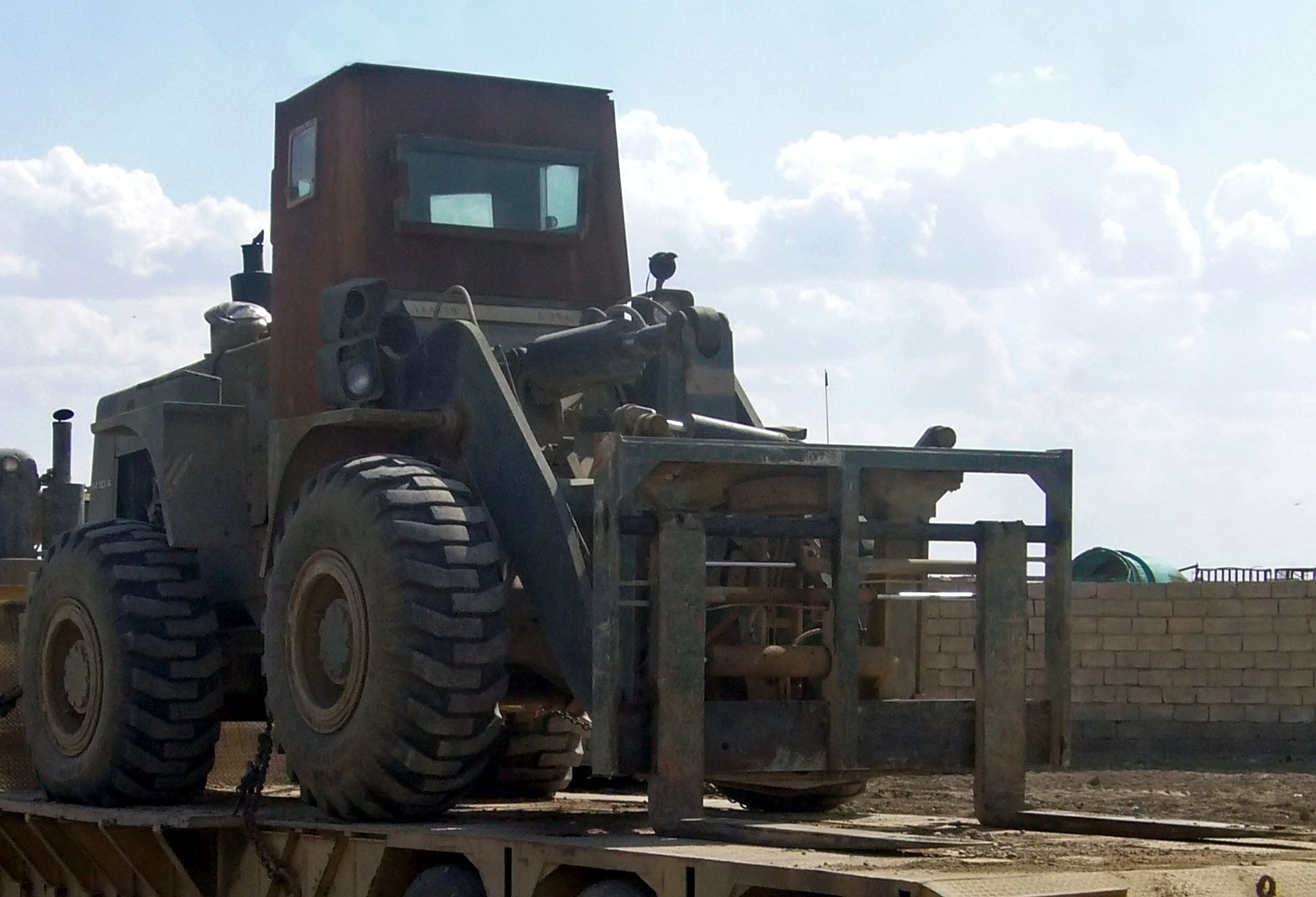
Un chariot élevateur 10K équipé de blindage Hillbilly.

La pratique du blindage improvisé devint de notoriété publique après qu'un soldat américain a interrogé le secrétaire américain à la Défense Donald Rumsfeld sur la nécessité de récupérer des blindages à partir de matériaux de rebut, le 8 décembre 2004, au Camp Buehring, au Koweït. La question a été accueillie par les acclamations des autres militaires.
Rumsfeld a rendu visite à approximativement 2 300 militaires la veille de leur déploiement. Le Specialist (équivalent de caporal)[réf. nécessaire] Thomas Wilson a posé la question, mais il sera révélé plus tard que Lee Pitts, journaliste embarqué pour le Chattanooga Times Free Press, a demandé à Wilson d'exposer cette requête.
Plusieurs autres questions liées à la précédentes ont été posées par les soldats à Rumsfeld et nombre de ses coéquipiers et supérieurs ont apporté leur soutien à Wilson.
Le 9 décembre 2004, le président George W. Bush a répondu à l'incident, affirmant que les préoccupations exprimées étaient prises en compte.

#### Conséquences
L'incident a déclenché la critique de Rumsfeld, et a mené certains à remettre en question l'engagement de la nation envers ses troupes.

### Guerre civile libyenne
Durant la guerre civile libyenne, les militants anti-Kadhafi ont été vus exploitant des chars T-55 ainsi que des technicals (pick-ups équipés de mitrailleuses) sur lesquels étaient fixés des dispositifs de défense artisanaux, susceptible d'opposer de la résistance à l'armée libyenne disposant de T-72.

### Trafic de drogue au Mexique
Les cartels impliqué dans la guerre de la drogue au Mexique disposent de nombreux véhicules prévus afin de faire face à des affrontements.

### Guerre russo-ukrainienne

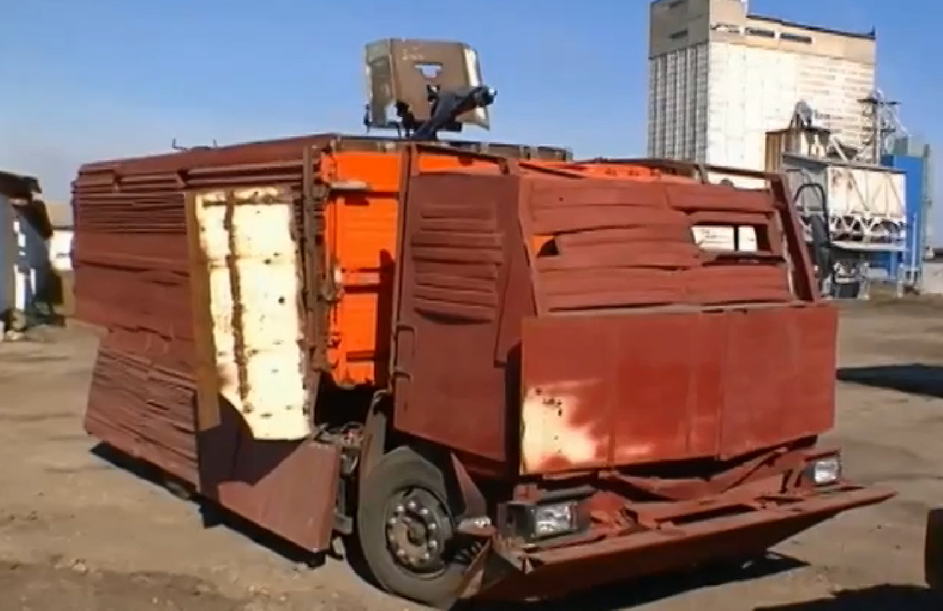
Plaques de métal soudées à un camion en Ukraine.

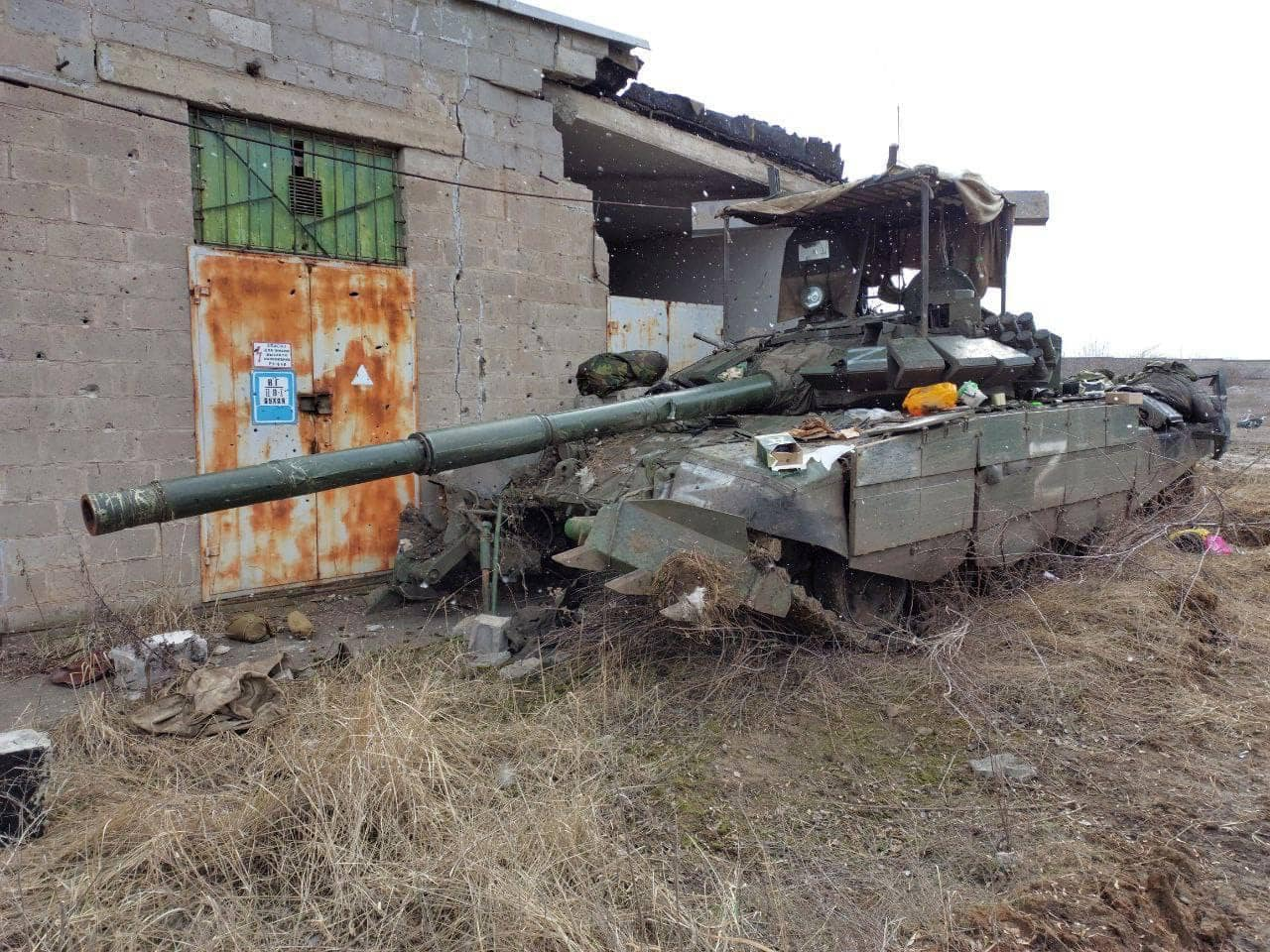
Un char russe T-72B3M détruit équipé de plaques espacées sur la tourelle au cours de l'invasion de l'Ukraine par la Russie en 2022.

Pendant la guerre du Donbass, des unités de chaque faction ont improvisé des blindages additionnels fixés à des véhicules tels que des BTR-80, transport de troupes amphibie,. Le Régiment Azov a développé son propre véhicule, l’Azovets, similaire au BMPT Terminator russe,.
Fin 2021, de nombreux chars russes ont été observé, arborant un blindage artisanal fait de grilles d'acier. En décembre 2021, l'armée ukrainienne a publié la vidéo d'un exercice militaire au cours duquel un véhicule militaire blindé (ressemblant à un BTR équipé d'une tourelle semblable au T-64 protégée par un blindage improvisé de ce type a été détruit par un tir de Javelin. Cependant, l'efficacité de ce type de blindage reste à ce jour inconnue.En 2022, durant l'invasion de la Russie par l'Ukraine, lorsque ces grilles d'acier ont été vues à l'usage, elles ont été surnommées de manières péjoratives blindage de soutien émotionnel ou encore cages anti-stress,,, parmi les communautés d'internautes, en raison du scepticisme qui entoure l'efficacité supposée de ces dispositifs. Les analystes militaires ont suggéré que ce blindage était probablement conçu dans le but d'atténuer la menace d'une attaque aérienne, par Javelin, RPG tirés depuis les toits, attaque de drone, etc.,,
Après l'invasion, les forces russes ont commencé à ajouter mes dispositifs de défense passive improvisés à leurs camions.
Pour faire face aux missiles antichars ukrainiens, les soldats russes tentent de renforcer le blindage de leurs chars et de leurs engins non blindés par l'ajout de différents éléments :
- pièces de bois (rondins, palettes)[31],[32] ;
- pièces de blindages venants d'autres engins ;
- gilets pare-balles accrochés aux parebrises ;
- cages en tubes de fer appelées cope cages sur le dessus des chars[33],[34].
- Char tortue[35]

Aucun de ces dispositifs n'ont fait preuve d'efficacité,.

### Guerre civile syrienne et guerre contre l'État islamique
Durant leur engagement au sein de la guerre qui oppose les kurdes et l'État islamique et pendant la guerre civile syrienne, les peshmerga kurdes et l'YPG ont construit de nombreux véhicules de combat improvisés dans leur lutte contre les militants de l'EI, qui, eux, sont équipés de véhicules capturés au blindage moderne. Nombre de ces véhicules artisanaux sont des tracteurs et autres engins agricoles auxquels sont fixés des canons soviétiques, où figurent parfois des camouflages. Les journalistes occidentaux ont pu comparer ces engins militaires bâtards à ceux figurant au sein de l'univers de Mad Max. Leurs alliés, l'armée syrienne libre ont eux aussi été vus aux commandes de telles machines.

### Bataille de Marawi
Durant la Bataille de Marawi, l'armée de terre philippine et la marine ont utilisé un blindage rudimentaire composé de bois sur leurs véhicules de transport de troupes comme pour les GKN Simba, V-150, M113A2 et le Marine LAV-300 pour se protéger des tirs des hommes de Maute et d'Abou Sayyaf dans les villes,,,,.
Ces dernières années, certains chasseurs d'orages des États-Unis ont développé des véhicules à ce dessein, tels que le Tornado Intercept Vehicles pensé pour résister aux torrnades. Ces véhicules sont généralement construits à partir d'un châssis de SUV et couverts de kevlar et de polycarbonate.